# Dimitar Krastanov
Dimitar Krastanov (em búlgaro:  Димитър Кръстанов; Plovdiv, 31 de janeiro de 1994) é um pentatleta búlgaro.

## Carreira
Krastanov representou seu país nos Jogos Olímpicos de Verão de 2016, terminando na 33ª colocação.